# Itaewon Class
Itaewon Class (hangul: 이태원 클라쓰; RR: Itaewon Keullasseu) är en sydkoreansk TV-serie som sändes på JTBC från 31 januari till 21 mars 2020. Park Seo-joon, Kim Da-mi, Yoo Jae-myung och Kwon Nara spelar huvudrollerna.

## Rollista (i urval)
- Park Seo-joon - Park Sae-ro-yi
- Kim Da-mi - Jo Yi-seo
- Yoo Jae-myung - Jang Dae-hee
- Kwon Nara - Oh Soo-ah